# Trioceros melleri
Espèce
Synonymes
- Ensirostris melleri Gray, 1865
- Chamaeleo melleri (Gray, 1865)

Statut de conservation UICN

 LC  : Préoccupation mineure
Statut CITES
Trioceros melleri est une espèce de sauriens de la famille des Chamaeleonidae.

## Répartition
Cette espèce se rencontre au Mozambique, au Malawi et en Tanzanie.

## Étymologie
Le nom de cette espèce est dédié au « Dr Meller ». Ce dernier est mentionné par Gray dans sa publication, sans autre précision.

## Publication originale
- Gray, 1865 "1864" : Revision of the genera and species of Chamaeleonidae, with the description of some new species. Proceedings of the Zoological Society of London, vol. 1864, p. 465-479 (texte intégral).